# Ralph Alessi

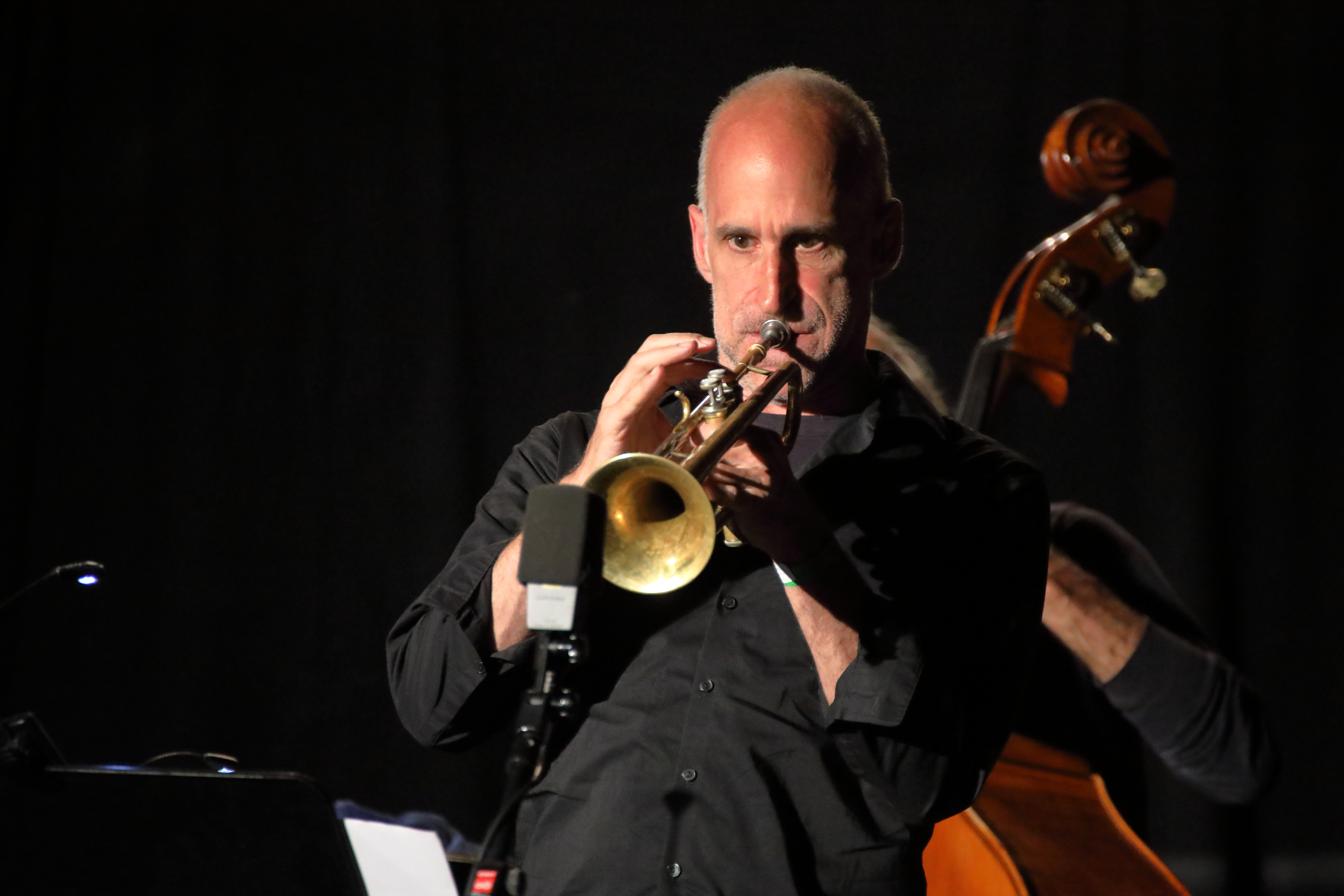
Ralph Alessi auf dem INNtöne Jazzfestival 2019

Ralph Alessi (* 5. März 1963 in San Francisco) ist ein US-amerikanischer Trompeter des Avantgarde Jazz.

## Leben
Alessi ist Sohn des Trompeters Joseph Alessi, der ihn auch als Erster unterrichtete, und der Opernsängerin Maria Leone, von 1953 bis 1956 Mitglied der Metropolitan Opera Company. Er wuchs in der San Francisco Bay Area auf, studierte von 1985 bis 1990 am California Institute for the Arts bei Charlie Haden und James Newton und schloss mit einem Bachelor of Fine Arts für Jazz-Trompete und einem Master of Fine Arts für Jazz-Bass ab. Ab 1991 arbeitete Alessi in der New Yorker Jazz-Szene unter anderem mit Steve Coleman, Uri Caine und Ravi Coltrane, insbesondere auf den Alben von Coleman und Caine ist er häufig vertreten. Er war auch Mitglied des Symphony Space Adventurer's Orchestra von Don Byron.
Neben seiner Tätigkeit als Musiker begann Alessi auch selbst zu unterrichten, zunächst am Five Towns College und der Eastman School of Music. Seit 2002 lehrt er als außerordentlicher Professor an der Jazz-Fakultät der New York University. Außerdem ist Alessi Gründer und Direktor der School for Improvisational Music, die in Brooklyn Workshops zu Improvisierter Musik abhält. Seit 2020 ist Alessi Dozent für Trompete, Theorie und Ensembles an der Jazz-Abteilung der Hochschule der Künste Bern.
Seit 1999 veröffentlicht Alessi eigene Alben als Leader und hat auf ihnen die klassische Jazz-Besetzung mit Musikern wie dem Cellisten Hank Roberts, dem Rapper Carl Walker und der Dichterin Julie Patton erweitert. 2002 erschienen zwei Aufnahmen bei Ravi Coltranes Label RKM. Zu hören ist er auch auf The Distance (ECM, 2016) von Michael Formanek & Ensemble Kolossus und auf Simon Nabatovs Album Lovely Music (2024).
Alessis Bruder Joseph Alessi Jr. ist ebenfalls Musiker.

## Diskografische Hinweise
Aufnahmen als Bandleader oder Co-Leader
- Ralph Alessi and Modular Theatre – Hissy Fit (Love Slave Records, 1999)
- This Against That (RKM Music, 2002)
- Vice & Virtue (RKM Music, 2003)[3]
- Ralph Alessi and This Against That – Look (Between the Lines, 2012)[4]
- Ralph Alessi and Modular Theatre – Open Season (RKM Music, 2009)
- Cognitive Dissonance (CAM Jazz, 2010)[5]
- Ralph Alessi and This Against That – Wiry Strong (Clean Feed Records, 2011)
- Ralph Alessi & Fred Hersch – Only Many (CAM Jazz, 2013)[6]
- Ralph Alessi, Ingrid Laubrock, Tom Rainey, Kris Davis – Lark (Skirl Records, 2013)
- Ralph Alessi, Jason Moran, Drew Gress, Nasheet Waits – Baida (ECM Records, 2013)[7]
- Ralph Alessi, Gary Versace, Drew Gress, Nasheet Waits – Quiver (ECM Records, 2016)[8]
- Ralph Alessi, Ravi Coltrane, Andy Milne, Drew Gress, Mark Ferber – Imaginary Friends (ECM Records, 2019)[9]
- Ralph Alessi Quartet – It’s Always Now (ECM Records, 2023, mit Florian Weber, Bänz Oester, Gerry Hemingway)[10]
- The Beat Freaks & Ralph Alessi: The Mechanics of Nature (2024)

Aufnahmen als Sideman
- Florian Weber – Lucent Waters (ECM Records, 2018 mit Ralph Alessi, Linda May Han Oh, Nasheet Waits)[11]
- Tom Rainey – Obbligato: Untucked in Hannover (Intakt, 2021)
- Tomas Fujiwara Triple Double – March (Firehouse 12, 2022)
- Stéphane Kerecki – Out of Silence (Outnote Records, 2022)